# Нчингуза
Нчингу́за (англ. Nchinguza) — вища традиційна громада у складі дистрикту Мачинга Південного регіону Малаві.
Населення — 31816 осіб (2018).